# Xã Collins, Quận Clark, South Dakota
Xã Collins (tiếng Anh: Collins Township) là một xã thuộc quận Clark, tiểu bang Nam Dakota, Hoa Kỳ. Năm 2010, dân số của xã này là 129 người.